# Kōkei
Pour les articles homonymes, voir Kokei (homonymie).
Kōkei (康慶) était un sculpteur japonais actif à la fin du XIIe siècle. La postérité l’identifie comme le fondateur de l’école Kei (Kei ha) de Nara dont le style sculptural devint prépondérant dans tout le Japon au XIIIe siècle. Il incarne la transition entre le style classique de l’époque de Heian établi par Jōchō et les nouvelles tendances réalistes de l’époque de Kamakura. Il eut pour apprenti les futurs maîtres de la sculpture japonaise de l’époque : Unkei, Kaikei et Jōkei.

## Biographie

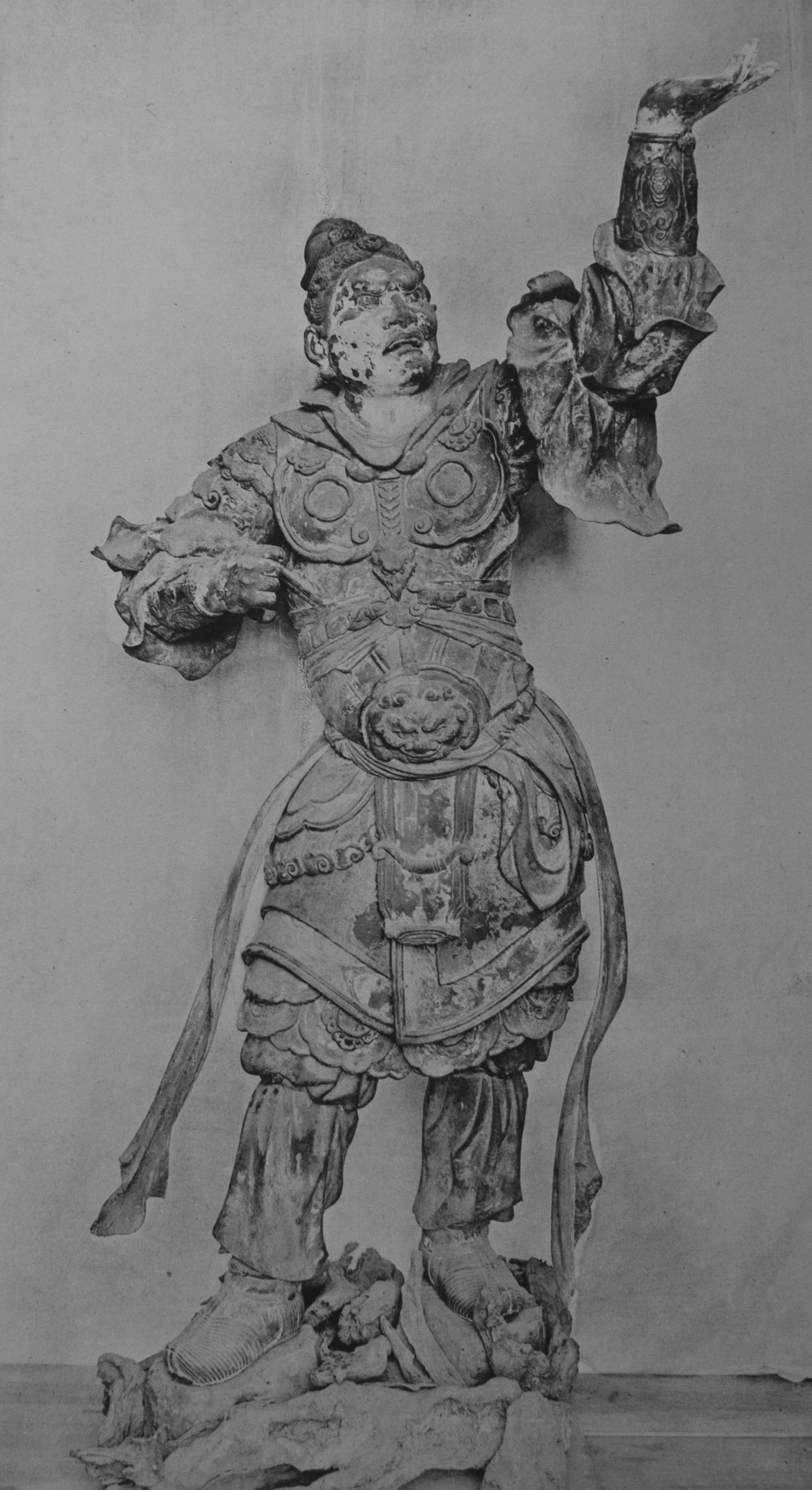
Tamonten, un des rois gardiens. Bois peint, 1189 (Nanendō, Kōfuku-ji).

Kōkei appartenait à la lignée des busshi (artistes bouddhiques) de Nara, branche peu connue issue de la lignée des sculpteurs de Kyoto, dont le maître Jōchō qui eut une forte influence sur la sculpture de l’époque de Heian. Mōri Hisashi précise que ses origines ne sont pas clairement connues, plusieurs hypothèses ayant cours. Toujours est-il que Kōkei fut probablement à Nara apprenti de Kōjo ou Kōchō ; il prit à la suite de Seichō la direction des busshi de Nara et établit l’école Kei de sculpture. Il fut honoré du titre de hōkyō en 1183, puis de celui de hōgen (second plus haut rang dans la hiérarchie des artistes bouddhiques) en 1194.
Il ne subsiste aucune des premières œuvres de Kōkei. Le plus ancien document mentionnant une de ses sculptures (Kichijōten) date de 1151. Son nom est également mentionné sur le Dainichi nyorai sculpté par son fils Unkei en 1176, suggérant qu’il a supervisé le travail de son apprenti. En 1177, il fut chargé de la réalisation du statuaire de la pagode à cinq étapes du Renge-ō-in à Kyoto.
Après la destruction des grands temples de Nara par les Taira en 1180 durant la guerre de Genpei, il participa aux travaux de restauration du Kōfuku-ji et du Tōdai-ji avec ses apprentis, dont Kaikei et ses deux fils Unkei et Jōkaku,. Il demeure ainsi plusieurs de ses œuvres au Nanendō (Salle octogonale sud) du Kōfuku-ji dont il avait la charge : les quatre rois gardiens (Shi Tennō), les six patriarches de l’école Hossō et un Fukūkenjaku Kannon (en laque dorée sur bois), divinité principale de la salle qu’il sculpta en 1188 afin de remplacer l’originale de 746. Au Tōdai-ji en 1197, il réalisa l’un des rois gardien du bâtiment principal (le Daibutsu-den) ainsi que quelques masques de gigaku, une danse traditionnelle. Il mourut probablement peu de temps après.
Parmi les sources historiographiques, le journal de Fujiwara no Kanezane, qui devint chef du clan Fujiwara en 1186 et supervisa de loin les travaux de reconstruction, apporte de nombreuses informations sur le talent et la personnalité de Kōkei. Il le décrit comme un artiste très talentueux et un homme sensé mais déterminé, n’hésitant pas à remettre en cause des décisions de Kanezane.

## Style

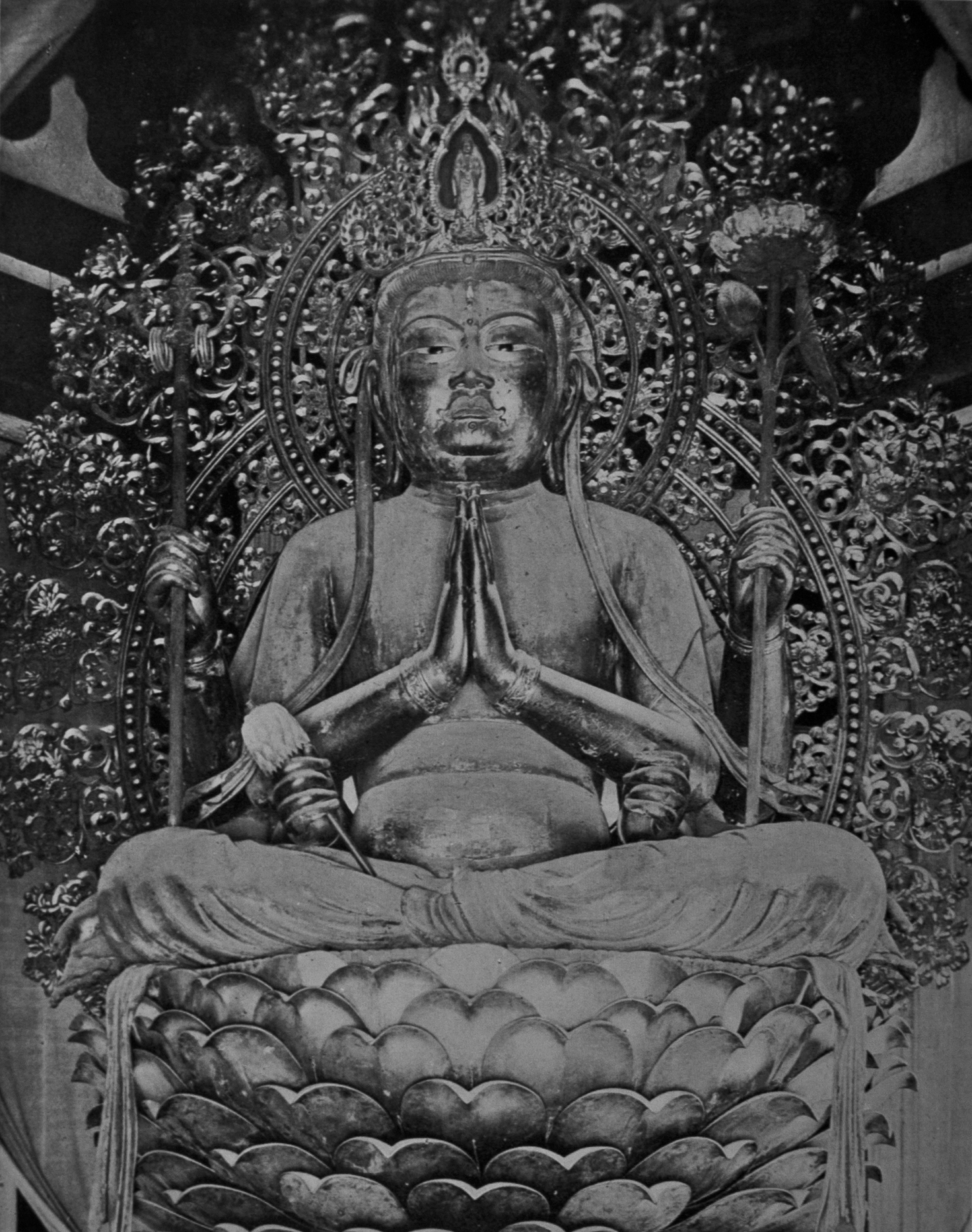
Fukūkenjaku Kannon. Laque et dorure sur bois, 1189 (Nanendō, Kōfuku-ji).

Les sculptures de Kōkei s’inspirent encore largement des canons de Heian établis par Jōchō, comme en témoignent les proportions du Fukūkenjaku Kannon du Nanendō : composition triangulaire de la silhouette assise, depuis les jambes à plat très écartées formant la base jusqu’au visage d’aspect rectangulaire ; le drapé observe également le tracé des modèles classiques.
Toutefois, le style de Kōkei témoigne des premières tendances réalistes qui caractérisent l’art de l’école Kei et de l’époque de Kamakura en général. Il utilise des cristaux pour renforcer la vraisemblance des yeux tandis que les détails du visage, du drapé et des cheveux sont plus profondément et finement sculptés. Il en résulte un effet naturaliste tranchant avec les productions plus stylisées de l’époque de Heian. Par sa volonté de naturalisme et de solennité, Kōkei renoue avec la sculpture ancienne de la période Tenpyō à Nara, à l’époque où la ville était la capitale et foyer artistique du pays, mais avec plus de mouvements.
Le style de Kōkei marque donc une période de transition vers l’art réaliste et dynamique de l’époque des guerriers qui sera pleinement réalisé en sculpture par ses disciples Unkei et Kaikei.

## Principales œuvres conservées
- Six patriarches de la secte Hossō (法相六祖坐像, Hossō rokuso zazō), 1188–1189, bois de cyprès du Japon peint, Nanendō du Kōfuku-ji (trésor national)
- Quatre rois célestes (四天王立像, Shitennō ryūzō), 1189, bois peint, Nanendō du Kōfuku-ji (trésor national)
- Fukūkenjaku Kannon (不空羂索観音立像, Fukū kensaku kannon ryūzō), 1189, laque sur bois doré, Nanendō du Kōfuku-ji (trésor national)
- Jizō assis (地蔵菩薩坐像), Jūrin-ji, Shizuoka (bien culturel important)
- Zaō Gongen (蔵王権現), Sanbutsu-ji  (bien culturel important)